# Gulden Vliesgalerij

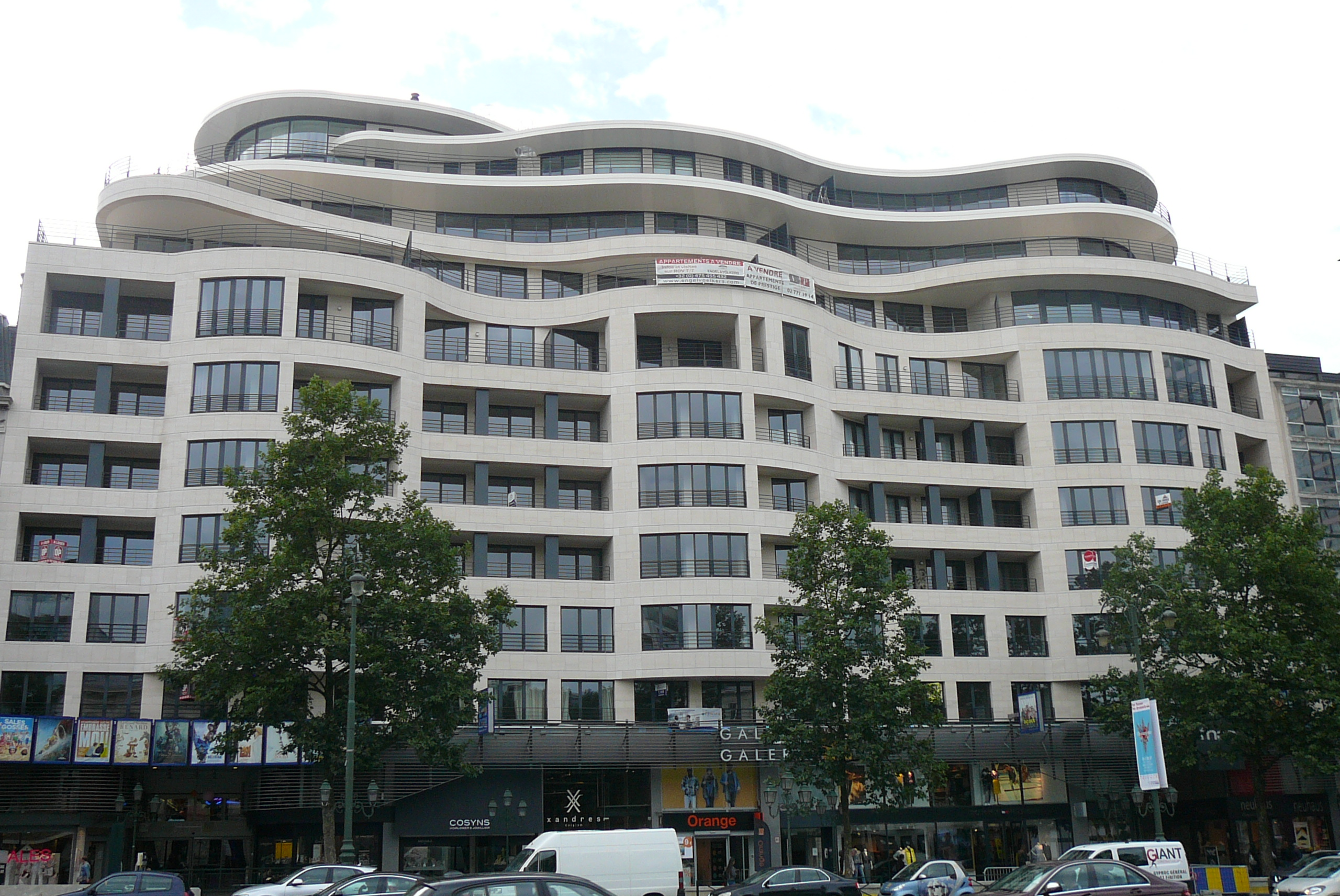
Gulden Vliesgalerij

De Gulden Vliesgalerij is een winkelcentrum in de Brusselse bovenstad. In de jaren '60 werd de luxueuze galerij aangelegd door de aannemer Fernand Gillion. De galerij werd geopend in 1963. Naast veel kleine winkels was er een bioscoop gevestigd. In april 1976 woedde er een brand in het centrum waarbij 60 winkels in de as werden gelegd. De schade bedroeg omgerekend zo'n 10 miljoen gulden.
In de loop der jaren trokken steeds meer winkeliers weg uit de galerij. In 2007 besloot de familie Gillion en ING Real Estate Development, die elk voor 50% eigenaar waren van de galerij, tot een renovatie van het centrum. Tussen 2008 en 2010 werd het winkelcentrum gerenoveerd voor 20 miljoen euro. Met een strakkere vormgeving en meer daglicht werd het centrum nieuw elan ingeblazen. De galerij met een oppervlakte van 12.350 m² telt zo'n 40 winkels.
In 2011 werd de galerij te koop gezet door de familie Gillion en ING Real Estate Development voor zo'n 70 miljoen euro. Uiteindelijk werd de galerij verkocht aan het Britse vastgoedbedrijf PRUPIM voor 62 miljoen euro.